# PTK (Rapper)
PTK (* 6. April 1988 in Berlin-Kreuzberg; bürgerlicher Name Philip Mesterheide) ist ein deutscher Rapper, der beim Independent-Label BombenProdukt unter Vertrag stand.

## Leben
Philipp Mesterheide alias PTK wuchs in Berlin-Kreuzberg auf, wo seine Eltern aktiv in der Hausbesetzerszene mitwirkten. Er machte 2008 sein Abitur am Leibniz-Gymnasium. 
Laut eigenen Angaben begann er bereits im Alter von 15 Jahren Musik zu machen, bevor er 2009 den Rapper Herzog kennenlernte. Bei dessen Label BombenProdukt veröffentlichte PTK 2013 sein Debütalbum Typisch Deutsch. 2015 begleitete er K.I.Z bei ihrer Tour zu Hurra die Welt geht unter. PTKs zweites Album Ungerächte Welt stieg 2017 auf Platz 20 in die Deutschen Albumcharts ein, während die 2019 folgende EP Kein Mensch ist digital Platz 25 erreichte.
Inhaltlich grenzt sich der Rapper mit seinen explizit sozialkritischen Texten, die Themen wie Rassismus oder Gentrifizierung (z. B. Verdrängung durch steigende Mieten) behandeln, deutlich von kommerziell erfolgreicheren Vertretern des Deutschrap ab – ohne sich selbst explizit als politischen Musiker zu bezeichnen. In Teilen der linken Szene ist PTK umstritten, unter anderem wegen früherer Songzeilen wie „Ich seh zwei schwule Bonzenjungs in Designerhemden / Laufen am Kotti rum und sie halten Händchen“ aus dem Lied Anti Turista, für die er später Kritik erhielt und von denen er sich öffentlich distanzierte. Das Lied spielt er deshalb heute nicht mehr live. Andere Texte, wie etwa die Zeilen „Und will dein Vermieter morgen deine Butze räumen, / Stehn heute noch vor seiner ein paar vermummte Leute“ aus dem Song Das Haus wird besetzt (Album Ungerächte Welt), zeigen hingegen seine Nähe zu links-autonomen Milieus und seine geteilte Kritik an Gentrifizierungsprozessen.

## Künstlername
Der Künstlername PTK ist eine Abkürzung und steht für „Pöbel tötet König“.

## Diskografie
Alben
- 2013: Typisch Deutsch
- 2017: Ungerächte Welt
- 2021: Kreuzberg & Gomorrha
- 2023: Alles muss man selber hassen
- 2025: Meine Gedanken haben Krebs

EPs
- 2010: Keine heile Welt
- 2014: Den Umständen widersprechend
- 2019: Kein Mensch ist digital
- 2024: Auf die linke Tour[10]